# Parque Ecológico do Funchal
O Parque Ecológico do Funchal é uma area natural protegida, de gestão municipal, localizado na freguesia do Monte, cidade do Funchal. Esta área foi oficialmente estabelecida em 1994 e conta com uma extensão de cerca de 10km.
O parque está classificado como Área Importante para as Aves, Sítio de Interesse Comunitário, Zona de Proteção Especial e pela Rede Natura 2000.

## História
A gestão municipal desta área precede o estabelecimento do parque como reserva natural. E remonta ao ano de 1918, com a aquisição por parte da autarquia de uma extensa área de terreno nas zonas montanhosas do concelho, conhecida por Montado do Barreiro. A aquisição desta área, com cerca de 700 hectares, teve por objetivo a captação de águas de nascente para o abastecimento da cidade.
Até o ano de 1927, o terreno permaneceu baldio e foi utilizado ilegalmente pela população local para pastagem de gado. Nesse ano, a autarquia iniciou um plano de arborização do montado.
Em 1946, a autarquia adquire o Montado do Pisão e estende a area sob o seu controlo em mais 300 hectares.
Em 1974, com a Revolução dos Cravos, o então chamado montado da câmara volta a ser invadido e ilegalmente utilizado para atividade pastorícia.
Em 1994, a autarquia decide controlar a ocupação abusiva dos terrenos municipais e define novos critérios de utilização. Nesse mesmo ano o montado da câmara é consagrado, no Plano Diretor Municipal, uma Unidade Especial de Gestão e passa a ter o nome de Parque Ecológico do Funchal. 
Em agosto de 2010, um incêndio de grandes dimensões afetou 92% da área do parque. E em agosto de 2016, outro incêndio afeta o parque, destruindo grande parte das plantações realizadas para a recuperação do incêndio anterior.